# Grandia Online
Grandia Online (グランディア オンライン; Gurandeia Onrain) ist ein Massively Multiplayer Online Role-Playing Game für Microsoft Windows, das von Game Arts produziert und 2009 von GungHo Online Entertainment vermarktet wurde. Das Spiel ist derzeit der letzte Ableger der Grandia-Serie.
Das Spiel wurde 2004 offiziell angekündigt, aber das Veröffentlichungsdatum wurde öfters verschoben und das Spiel feierte sein Debüt als Beta-Version im Juli 2009. Es ist außerdem das erste Spiel der Grandia-Serie, das als Online-Mehrspieler-Spiel veröffentlicht wurde und exklusiv für Microsoft Windows entwickelt wurde, damit erstmals nicht auf Konsole veröffentlicht wurde. Dieses Spiel verfügt über die BigWorld Technologie und die Musik wurde von Noriyuki Iwadare komponiert, der für alle Grandia-Teile die Musik komponiert hatte.
Das Spiel wurde am 28. September 2012 außer Betrieb genommen.

## Handlung
Die Handlung ist ein Prequel zum originalen Spiel Grandia und spielt in der Age of Genesis (zu Deutsch: „Epoche der Geburt“), die von Abenteuern und Entdeckungen geprägt ist. Auch diese Spielwelt ist damit dem Genre des Fantasy zuzuordnen.
Alle Spieler starten ihre Reise mit der Flucht der Versteinerung eines Dorfes, das aus dunkler Kraft immer weiter versteinert wird und dadurch unbewohnbar macht. Hierbei trifft jeder Spieler auf die Zauberin Liete (bekannt aus dem ersten Teil der Serie), die einen in die Spielwelt einleitet. Die Spieler stoßen hierbei auf spielbare und nichtspielbare Charaktere, die einen durch das Spiel begleiten und an Orte führen wie zum Beispiel zum Pulse of Gaia (Puls von Gaia), zu einem vereitelten Land, wo spekuliert wird es sei die Quelle der Korruption und zum Heimatland der uralten Ikarier, die für ihre Tapferkeit und ihre Magie bekannt sind. Es waren neue Handlungen zwischen Gaia und den Ikariern geplant, wurden aber nie veröffentlicht.
Der Spieler ist in der Lage, seine eigene Spielfigur zu erstellen und diese zu einer der drei Rassen zuzuordnen. Die Rassen, die diese Spielwelt beleben, sind die abenteuerlichen und anpassungsfähigen Menschen, die kindischen Coltas, die einen haarigen Schwanz als Merkmal haben und die imposanten, kampflustigen Ralgas.

## Spielprinzip
Bei der Entdeckung der Spielwelt zählt es zur Aufgabe, die Geheimnisse der mysteriösen Versteinerung ihrer Dörfer zu lösen. Während des Spiels gibt es Interaktionen mit anderen Spielern und kämpft gegen Gegner, aber auch gegen andere Spieler.
Das ganze Spiel wurde in einer 3-D-Umgebung dargestellt, aber bevor man spielen konnte, musste man sich bei GungHo Online Entertainment registrieren, um auf den Server des Spiels zugreifen zu können. Nach dieser Registrierung konnte man das Spiel von der offiziellen Grandia-Online-Website herunterladen. Es gab das Spiel allerdings auch im Einzelhandel auf einer Disc zu kaufen, wahrscheinlich über Zeitschriften, die DVDs als Zusatz angeboten haben. Schließlich muss man sich einloggen und die Erstellung einer Spielfigur beginnt. Man hatte die Möglichkeit, das Gesicht, die Augen, das Haar, das Geschlecht und Anfangs-Statistiken individuell zu erstellen. Die Anfangs-Statistiken waren Schwächen und Stärken. Nachdem man die Spielwelt betreten hatte, bekam man neue Ausrüstung und Farbstoffe, womit man mit einer Farbe seine Zugehörigkeit ausdrücken konnte.
Die Spielfiguren wurden über die Third-Person-Perspektive gesteuert und mit einer Kamera, die in alle Richtungen gedreht werden konnte. Man konnte die Spielfiguren zum Gehen, Laufen und Springen auffordern. Die Benutzerschnittstelle des Spiels verfügt über einen Chat, über den die Spieler kommunizieren konnten, es gab auch eine kleine Karte zur Navigation, die Orte von Objekten und Gebäuden in der Umgebung anzeigte.
Über die Tastatur und die Maus, konnten Befehle gegeben werden und die Lenkung der Spielfiguren erfolgte hierbei. In den jeweiligen Dörfern konnten Spieler nach neuen Aufgaben Ausschau halten und Aufträge annehmen, um mehr über die Spielwelt zu erfahren. Es war auch möglich, dass man seinen eigenen Partner erstellen konnte, ohne auf einen echten Spieler angewiesen zu sein. Jeder Spieler war dazu berechtigt, maximal 16 Spielfiguren zu erstellen und diese in eine Gruppe im Spiel einfließen zu lassen.
Kämpfe finden in Echtzeit statt und damit hebt sich dieser Ableger sich von der gesamten Grandia-Serie ab. Viele Elemente aus den Vorgängern blieben jedoch erhalten, so konnte man Erfahrungspunkte sammeln und neue Levels erreichen, um stärker zu werden.

## Entwicklung
Nach der Ankündigung im späten 2004 wurde eine Kollaboration mit GungHo Online Entertainment unter dem Codenamen Projekt: GO bekanntgegeben. Der erste Auftritt des Spiels folgte auf der Tokyo Game Show im Jahr 2005, welches in Tokio, Japan stattgefunden hatte. Die Entwicklung des Spiels folgte kurz nach der Fertigstellung von Grandia III, das im frühen 2005 veröffentlicht wurde. Die Leiter der Grandia-Online-Entwicklung waren Morishita Yoshikazu (GungHo) und Yoshitada Iwata (Game Arts). Die Inspiration wurde von Ragnarok Online entnommen.
Anfang 2007 gab es Ankündigungen, dass GungHo das Projekt nicht verwirklichen werde, als Game Arts verkündete, dass sie das Spiel an Online Game Revolution Number 1 für 2,6 Milliarden ¥ verkaufte und unter einem neuen Namen Grandia Zero vermarkten werde. Jedoch wurden die Rechte zurückgegeben und während dieser Zeit gab es Gerüchte, dass das Spiel nicht mehr veröffentlicht werden kann.
Im April 2009 wurde der Fortschritt von Grandia Online publiziert und ein offizieller Countdown auf der Website, der am 21. April veröffentlicht wurde, gab die Veröffentlichung an. Jedoch sei das Spiel nicht entwickelt wurden, es handele sich hierbei nur um eine offene und spielbare Beta-Version, die schließlich im Juli des Jahres veröffentlicht wurde. Zur Zelebrierung der Veröffentlichung kündigte Game Arts an, den ersten Teil von Grandia über das PlayStation Network anzubieten. Eine erweiterte Beta-Version startete im August des Jahres.

## Musik
Noriyuki Iwadare komponierte die gesamte Hintergrundmusik. Es gab auch Synchronisationen von verschiedenen Anime- und Videospiel-Schauspielern. Die Spieler selbst hatten auch eigene Stimmen, die mit vorliegenden Aufnahmen zum Ausdruck gebracht werden konnten. Das Titellied Earth Trip, gesungen von Minami Kuribayashi, wurde als Single im Jahr 2009 veröffentlicht. Mit dem Kauf der limitierten Version der Single, bekam man einen Code, um spezielle Ausrüstungen im Spiel zu bekommen.